# Diócesis de Austin
La diócesis de Austin (en latín: Dioecesis Austiniensis y en inglés: Roman Catholic Diocese of Austin) es una circunscripción eclesiástica de la Iglesia católica en Estados Unidos. Se trata de una diócesis latina, sufragánea de la arquidiócesis de Galveston-Houston. Desde el 2 de julio de 2025 su obispo es Daniel Elias Garcia.

## Territorio y organización
La diócesis tiene 54 561 km² y extiende su jurisdicción sobre los fieles católicos de rito latino residentes en el estado de Texas en los 24 condados de: Bastrop, Bell, Blanco, Brazos, Burleson, Burnet, Caldwell, Coryell, Falls, Hamilton, Hays, Lampasas, Lee, Limestone, Llano, Mason, McLennan, Milam, Mills, Robertson, San Saba, Travis, Washington y Williamson. Comprende además la parte del condado de Fayette al norte del río Colorado.
La sede de la diócesis se encuentra en la ciudad de Austin, en donde se halla la Catedral de Santa María.
En 2020 en la diócesis existían 102 parroquias.

## Historia
La diócesis fue erigida el 15 de noviembre de 1947 con la bula Ad animarum bonum del papa Pío XII, obteniendo el territorio de las diócesis de Dallas y Galveston (hoy arquidiócesis de Galveston-Houston) y de la arquidiócesis de San Antonio, de la que originalmente fue sufragánea.
El 19 de octubre de 1961 cedió una parte de su territorio para la erección de la diócesis de San Ángelo mediante la bula Qui Dei consilio del papa Juan XXIII.
En diciembre de 1989 cedió tres parroquias a la diócesis de Victoria en Texas.
El 29 de diciembre de 2004 pasó a formar parte de la provincia eclesiástica de Galveston-Houston.

## Estadísticas
De acuerdo al Anuario Pontificio 2021 la diócesis tenía a fines de 2020 un total de 625 255 fieles bautizados.
| Año                                                                             | Población            | Población | Población      | Sacerdotes | Sacerdotes    | Sacerdotes    | Bautizados por sacerdote | Diáconos permanentes | Religiosos | Religiosos | Parroquias |
| Año                                                                             | Bautizados católicos | Total     | % de católicos | Total      | Clero secular | Clero regular | Bautizados por sacerdote | Diáconos permanentes | Varones    | Mujeres    | Parroquias |
| ------------------------------------------------------------------------------- | -------------------- | --------- | -------------- | ---------- | ------------- | ------------- | ------------------------ | -------------------- | ---------- | ---------- | ---------- |
| 1950                                                                            | 78 662               | 810 640   | 9.7            | 98         | 56            | 42            | 802                      |                      | 60         | 205        | 55         |
| 1959                                                                            | 117 512              | 874 677   | 13.4           | 132        | 83            | 49            | 890                      |                      | 161        | 238        | 109        |
| 1966                                                                            | 129 825              | 820 109   | 15.8           | 158        | 97            | 61            | 821                      |                      | 130        | 246        | 77         |
| 1970                                                                            | 138 224              | 835 376   | 16.5           | 160        | 92            | 68            | 863                      |                      | 128        | 253        | 78         |
| 1976                                                                            | 139 080              | 939 600   | 14.8           | 148        | 92            | 56            | 939                      |                      | 97         | 210        | 81         |
| 1980                                                                            | 147 867              | 1 029 900 | 14.4           | 144        | 93            | 51            | 1026                     | 5                    | 81         | 190        | 84         |
| 1990                                                                            | 210 431              | 1 727 000 | 12.2           | 163        | 103           | 60            | 1290                     | 63                   | 104        | 131        | 126        |
| 1999                                                                            | 350 000              | 1 915 392 | 18.3           | 168        | 117           | 51            | 2083                     | 149                  | 38         | 118        | 95         |
| 2000                                                                            | 350 000              | 2 028 391 | 17.3           | 170        | 116           | 54            | 2058                     | 149                  | 108        | 119        | 126        |
| 2001                                                                            | 400 000              | 2 077 192 | 19.3           | 217        | 124           | 93            | 1843                     | 181                  | 96         | 108        | 127        |
| 2002                                                                            | 400 156              | 2 056 550 | 19.5           | 179        | 126           | 53            | 2235                     | 177                  | 98         | 108        | 126        |
| 2003                                                                            | 401 541              | 2 178 507 | 18.4           | 188        | 140           | 48            | 2135                     | 173                  | 96         | 102        | 127        |
| 2004                                                                            | 401 842              | 2 300 863 | 17.5           | 205        | 157           | 48            | 1960                     | 191                  | 97         | 102        | 101        |
| 2006                                                                            | 422 006              | 2 397 028 | 17.6           | 209        | 155           | 54            | 2019                     | 187                  | 104        | 102        | 125        |
| 2012                                                                            | 518 940              | 2 809 636 | 18.5           | 239        | 176           | 54            | 2256                     | 210                  | 97         | 97         | 101        |
| 2015                                                                            | 558 329              | 3 022 897 | 18.5           | 209        | 160           | 49            | 2671                     | 213                  | 91         | 89         | 102        |
| 2018                                                                            | 598 292              | 3 239 259 | 18.5           | 218        | 164           | 54            | 2744                     | 235                  | 91         | 78         | 102        |
| 2020                                                                            | 625 255              | 3 385 248 | 18.5           | 225        | 177           | 48            | 2778                     | 252                  | 78         | 84         | 102        |
| Fuente: Catholic-Hierarchy, que a su vez toma los datos del Anuario Pontificio. |                      |           |                |            |               |               |                          |                      |            |            |            |

## Episcopologio
- Louis Joseph Reicher † (29 de noviembre de 1947-15 de noviembre de 1971 retirado)
- Vincent Madeley Harris † (15 de noviembre de 1971 por sucesión-25 de febrero de 1985 renunció)
- John Edward McCarthy † (19 de diciembre de 1985-2 de enero de 2001 renunció)
- Gregory Aymond (2 de enero de 2001 por sucesión-12 de junio de 2009 nombrado arzobispo de Nueva Orleans)
- Joe Steve Vásquez (26 de enero de 2010 - 20 de enero de 2025 nombrado Arzobispo de Galveston-Houston)
- Daniel Elias Garcia, desde el 2 de julio de 2025